# Bahnhof Aulendorf
Der Bahnhof Aulendorf liegt an der Bahnstrecke Ulm–Friedrichshafen und der Bahnstrecke Herbertingen–Isny, der Kreuzungsbahnhof wird im Betriebsstellenverzeichnis unter der Bezeichnung TAU geführt.
Täglich steigen rund 7700 Reisende am Bahnhof ein, aus oder um (2015).
Für das Jahr 2030 werden 2,54 Millionen Reisende (Ein-, Aus- und Umsteiger) erwartet.

## Lage
Der Bahnhof befindet sich am östlichen Rand des Zentrums der Stadt Aulendorf im Landkreis Ravensburg. Westlich neben dem Bahnhof liegt der Zentrale Omnibusbahnhof (ZOB). Direkt auf der anderen Seite der Unterführung befindet sich das Steegerseebad.

## Geschichte

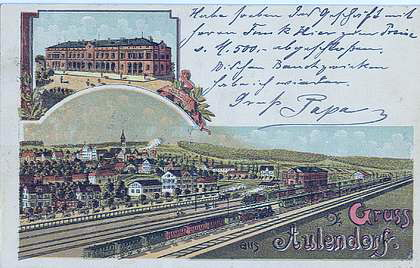
Der Bahnhof im Jahr 1900

Mit Eröffnung der Teilstrecke Biberach an der Riß–Ravensburg der Württembergischen Südbahn erhielt am 26. Mai 1849 auch Aulendorf seinen Eisenbahnanschluss. Mit Eröffnung der Teilstrecke Saulgau–Waldsee am 25. Juli 1869 wurde der Ort schließlich zum wichtigsten Knotenbahnhof in Oberschwaben.
Der Eisenbahnbau in Zeiten großen Elends bewahrte auch im ländlichen Aulendorf viele Menschen vor Hunger oder Auswanderung. Die Bahn und die Post waren damals die größten Arbeitgeber in Aulendorf. Zeugen davon sind die im Vorfeld des Bahnhofs in der Bahnhofstraße gelegenen großen Wohnhäuser aus dieser Zeit.
Mit der Elektrifizierung der Bahnstrecke Ulm–Friedrichshafen zum Fahrplanwechsel im Dezember 2021 wurde auch im Bahnhof Aulendorf der elektrische Betrieb aufgenommen.
Der Bahnhof soll modernisiert und barrierefrei ausgebaut werden. Am 24. Oktober 2016 gab der Aulendorfer Gemeinderat Mittel für eine Vorplanung frei. Nach einer Grobkostenschätzung soll das Vorhaben insgesamt etwa 7,7 Millionen Euro kosten.
Im Oktober 2022 stellte die DB einen entsprechenden Plangenehmigungsantrag. Der höhengleich zugängliche Zwischenbahnsteig 4 soll durch einen neuen Inselbahnsteig zwischen den Gleisen 5 und 7 ersetzt werden, wodurch letzteres vom Neben- zum Hauptgleis aufgewertet wird. Das bisherige Gleis 6 wiederum wird durch den Bahnsteig in zwei kurze Nebengleise geteilt. Im Herbst 2023 wurden konkrete Planungen vorgestellt. Demnach sollen u. a. alle Bahnsteige auf 55 cm erhöht, Aufzüge eingebaut und die Unterführung saniert werden. Der Baubeginn soll 2026 erfolgen, bis 2029 soll der Bahnhof vollständig umgebaut sein.

## Verkehr
Der Bahnhof gehört der Preisklasse 4 der Deutschen Bahn an und ist zur vollen Stunde Taktknoten in alle Richtungen, er wird dabei im Personenverkehr wie folgt bedient:

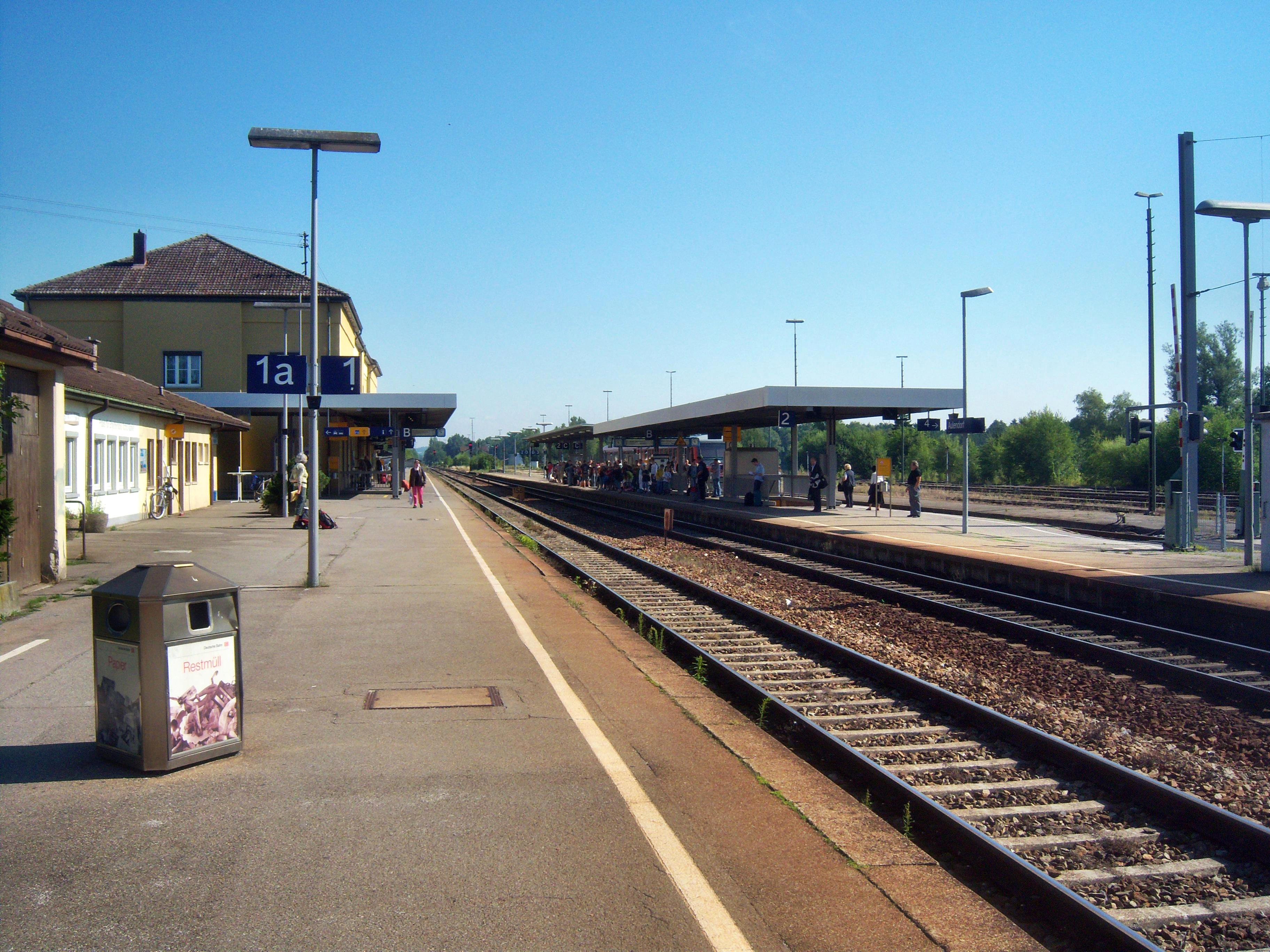
Blick vom Bahnsteig 1/1a vor der Elektrifizierung

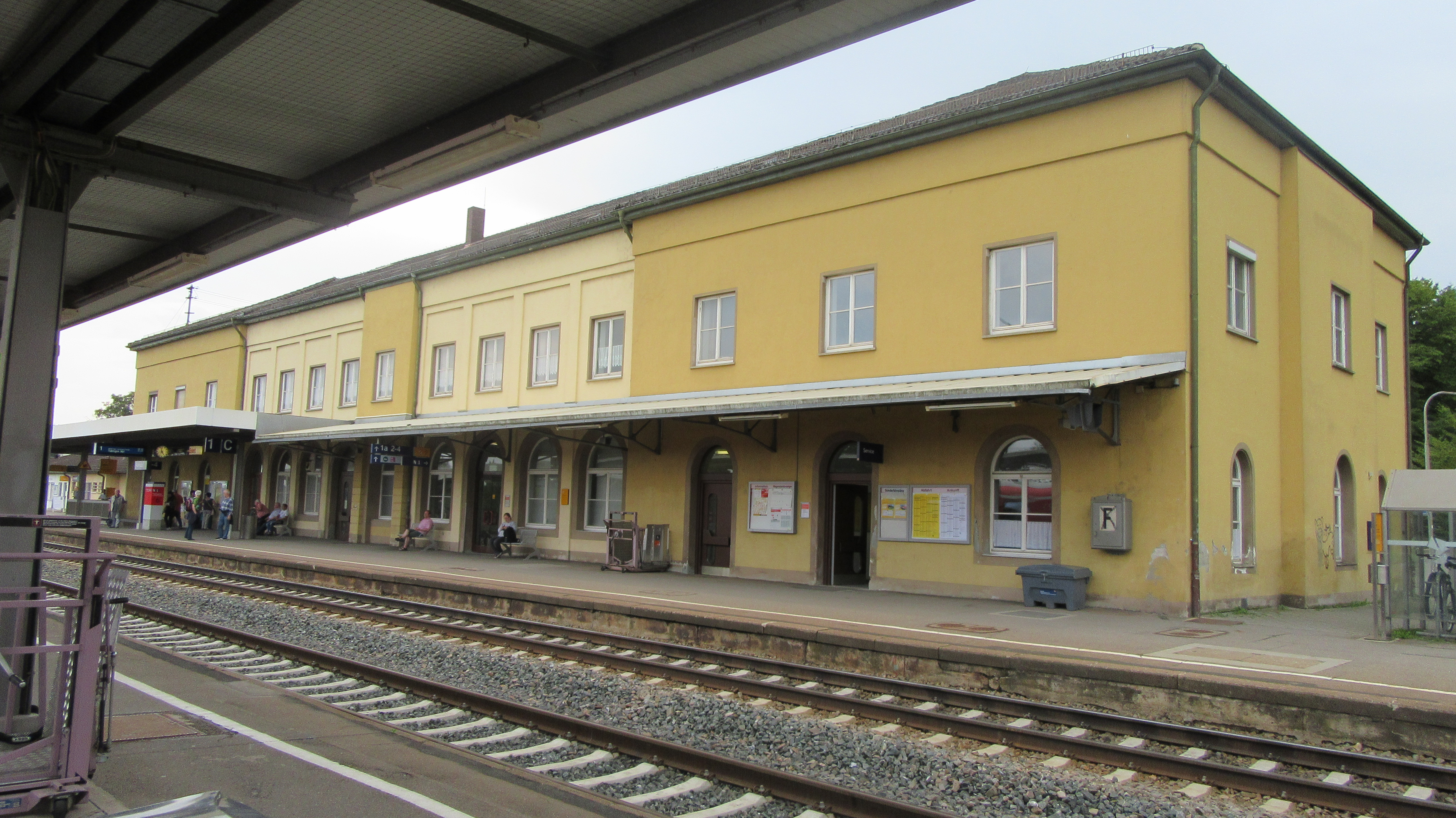
Empfangsgebäude

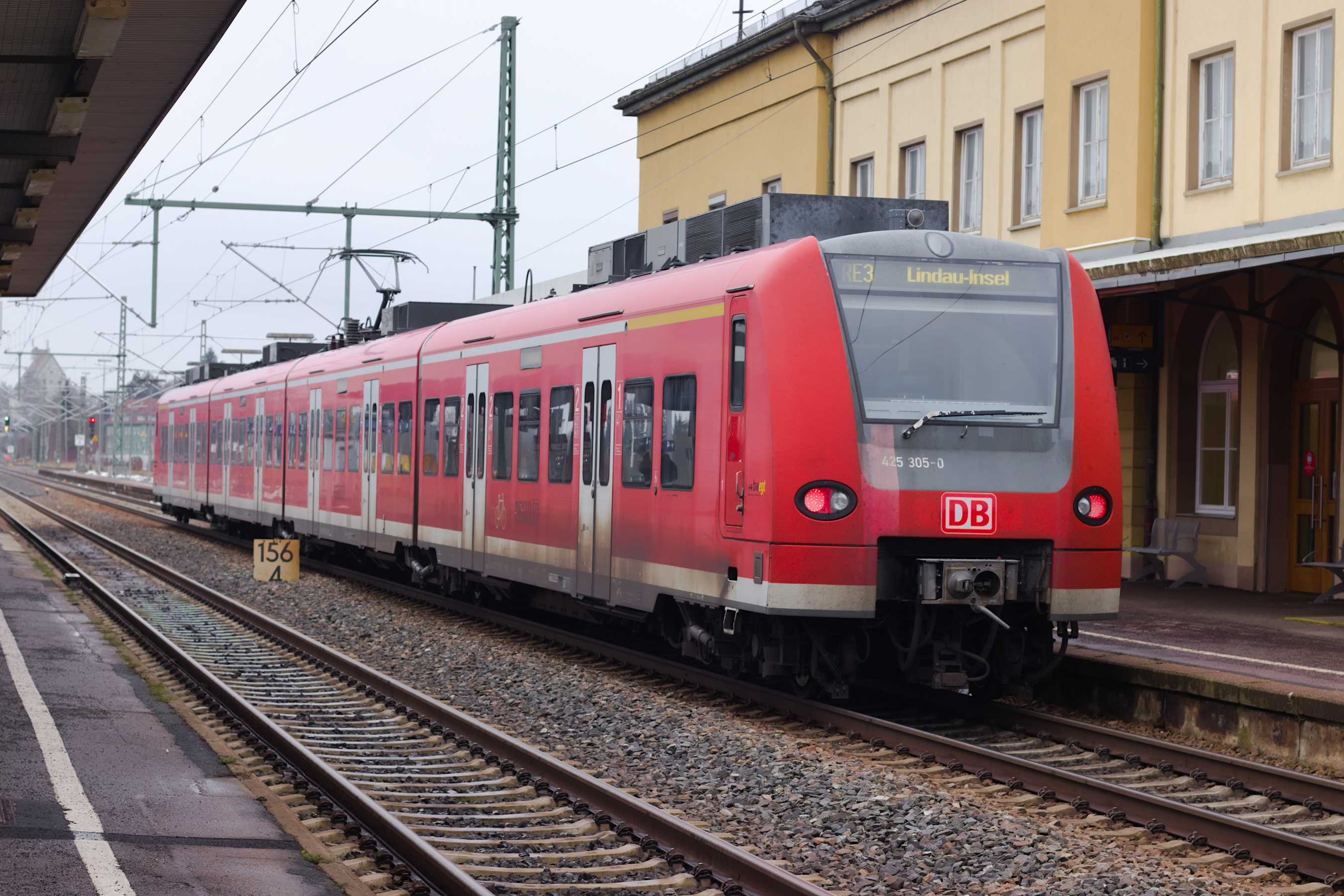
425 auf Gleis 1 nach der Elektrifizierung

| Linie/Zuggattung | Strecke | Frequenz                                                                         | Betreiber                  |
| ---------------- | --- | -------------------------------------------------------------------------------- | -------------------------- |
| Railjet          | Flughafen Wien – Wien Hbf – Salzburg – Innsbruck – Bregenz – Friedrichshafen Stadt – Aulendorf – Ulm – Stuttgart – Frankfurt | ein Zugpaar täglich                                                              | DB Fernverkehr             |
| RE 3             | Ulm – Biberach – Aulendorf – Ravensburg – Friedrichshafen Stadt                                                              | Stundentakt                                                                      | DB Regio                   |
| RE 5             | Stuttgart – Plochingen – Göppingen – Ulm – Biberach – Aulendorf –Ravensburg – Friedrichshafen                                | Stundentakt                                                                      | DB Regio                   |
| RE 6             | Aulendorf – Sigmaringen – Balingen (Württ) – Hechingen – Tübingen – Reutlingen – Stuttgart                                   | Zweistundentakt                                                                  | DB Regio                   |
| RB 52            | Aulendorf – Bad Wurzach | vier Zugpaare sonn- und feiertags im Sommerhalbjahr                              | DB Regio                   |
| RB 53            | Aulendorf – Sigmaringen | Zweistundentakt                                                                  | DB Regio                   |
| RB 53            | Aulendorf – Leutkirch | Stundentakt bis Kißlegg, Zweistundentakt bis Leutkirch, einzelne Züge bis Wangen | DB Regio                   |
| RB 54            | Aulendorf – Pfullendorf | drei Zugpaare sonn- und feiertags im Sommerhalbjahr                              | DB Regio                   |
| RB 91            | Aulendorf – Ravensburg – Friedrichshafen Stadt – Friedrichshafen Hafen                                                       | Stundentakt                                                                      | Bodensee-Oberschwaben-Bahn |
| FEX 12           | Stuttgart – Ulm – Aulendorf – Friedrichshafen Stadt – Radolfzell – Singen                                                    | ein Zugpaar sams-, sonn- und feiertags im Sommerhalbjahr                         | SVG                        |

(Stand: 15. Dezember 2024)

## Aufbau des Bahnhofs
Der Bahnhof verfügt über fünf Bahnsteiggleise, die an drei Bahnsteigen angeordnet sind. Sie tragen die Nummern 1a (früher 13), 1, 2, 3 und 4. Neben diesen liegen noch diverse Abstellgleise, die unter anderem zum Abstellen von Triebwagen der Baureihe 650, sowie Triebzügen der Baureihen 425, 426 und 612 dienen. Am Hausbahnsteig des Gleises 1 liegt das Empfangsgebäude, welches ein Reisezentrum, sowie einen Kiosk beherbergt. Südlich des Empfangsgebäudes befinden sich noch zwei Nebengebäude, im ersten befindet sich eine Bäckerei und die Bahnhofsmission, im anderen ist ein kostenpflichtiges WC untergebracht. Südlich an das WC schließt wiederum das Stumpfgleis 1a an. Die Gleise 1 und 1a sind barrierefrei vom Vorplatz aus erreichbar, alle übrigen Gleise (also der Mittelbahnsteig der Gleise 2 und 3, sowie das daran angebundene, per Gleisübergang zugängliche Gleis 4) sind nur über eine Treppe erreichbar. Alle Bahnsteige außer Gleis 4 sind jedoch nur auf 35 cm erhöht und bieten somit keinen barrierefreien Einstieg in die Züge.
Nördlich des Bahnhofes lag ein Bahnbetriebswerk mit Drehscheibe. Hier waren offiziell auch die Schmalspurloks der Bahnstrecke Ochsenhausen–Warthausen und der Federseebahn beheimatet. Es wurde am 27. September 1964 als selbstständige Dienststelle geschlossen, war aber noch einige Jahre als Außenstelle in Betrieb.
Bis zur Umstellung auf E-Fahrzeuge im Dezember 2021 wurde das Betriebswerk durch die Bodensee-Oberschwaben-Bahn genutzt.
Außerdem befindet sich auf diesem Gelände eine Tankstelle für Dieseltriebfahrzeuge. Im Jahr 2022 wurde diese Tankstelle als eine der ersten in Deutschland für den Betrieb mit dem Biokraftstoff HVO umgerüstet.

## Weitere Bahnstationen in Aulendorf
Heutzutage gibt es außer dem Bahnhof Aulendorf keine weiteren Bahnhalte in Aulendorf. Früher befand sich an der Bahnstrecke Herbertingen–Isny der Haltepunkt Steinenbach-Blönried.